# 拉貝河畔羅烏德尼采

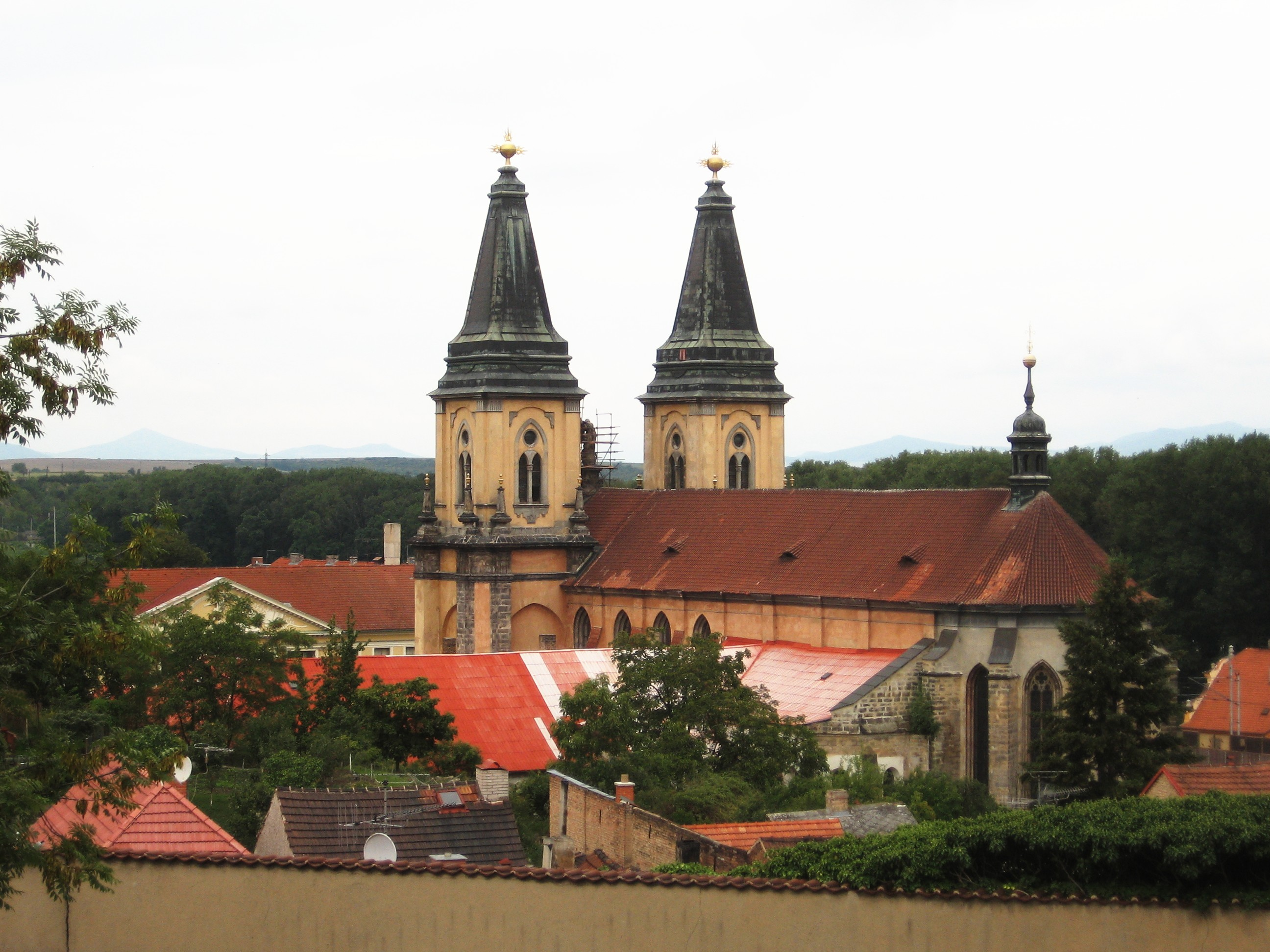

拉貝河畔羅烏德尼采（Roudnice nad Labem）是捷克的城鎮，位於該國西北部易北河左岸，由烏斯季州負責管轄，面積16.67平方公里，海拔高度195米，2006年人口達到 13,263。

## 外部連結
- Official municipal site  （页面存档备份，存于）（捷克文）
- Roudnice nad Labem, brief history and photos
- What can you visit in Roudnice nad Labem  （页面存档备份，存于）
- Roudnice nad Labem, quick statistics （页面存档备份，存于）（捷克文）

50°25′30″N 14°15′43″E / 50.425°N 14.262°E